# Liste der Flaggen im Landkreis Böblingen
Diese Liste beinhaltet alle Flaggen im Landkreis Böblingen in Baden-Württemberg, inklusive historischer Flaggen.
In Baden-Württemberg werden zweibahnige Flaggen verliehen, deren Farben den Wappenfarben entsprechen. Dabei wird oft als erste Farbe der Flagge (links vom Betrachter) die Farbe der Wappenfigur und als zweite Farbe die des Wappengrundes genommen. Flaggen, die vor Inkrafttreten der deutschen Gemeindeordnung 1935 geführt wurden, dürfen beibehalten werden, auch wenn diese nicht den heutigen Bestimmungen in Baden-Württemberg entsprechen.

## Landkreis Böblingen
| Landkreis           | Flagge | Kommentare |
| Landkreis Böblingen |        | Wappen am 18. April 1947 angenommen, vom Innenministerium am 30. August 1974 neu verliehen: „In Gold (Gelb) unter einer liegenden schwarzen Hirschstange eine dreilatzige rote Fahne mit drei schwarzen Ringen.“ Flagge: Rot-Gelb. |

## Flaggen der Städte im Landkreis Böblingen
| Stadt          | Flagge | Kommentare |
| Böblingen      |        | Pfalzgrafenfahne in Siegelabdrücken seit 1340 nachgewiesen. Wappen in farbigen Darstellungen seit 1535 belegt: „In Gold (Gelb) eine dreilatzige rote Fahne an drei roten Trageringen.“ Flagge: Rot-Gelb. |
| Herrenberg     |        | Pfalzgrafenfahne in Siegeln seit 1278 nachgewiesen. Wappen in farbigen Darstellungen des 15. und 16. Jahrhunderts belegt: „In Rot eine dreilatzige goldene (gelbe) Fahne an drei goldenen (gelben) Trageringen.“ Flagge: Gelb-Rot. |
| Holzgerlingen  |        | Wappen in Fleckensiegel des 19. Jahrhunderts abgebildet und vom Gemeinderat am 15. Juni 1927 bestätigt: „In Rot eine silberne (weiße) Lilie.“ Flagge: Weiß-Rot. |
| Leonberg       |        | Auf Vierberg stehender Löwe im ersten bekannten Siegel aus dem Jahre 1312. Farben Schwarz und Gold in Wappenzeichnungen von 1535 und 1605 nachgewiesen: „In Gold (Gelb) ein rot bewehrter und rot bezungter schwarzer Löwe.“ Flagge: Schwarz-Gelb. |
| Renningen      |        | Großbuchstabe R galt 1682 als Fleckenzeichen, Schlüssel in wechselnder Stellung seit 1757 in Gemeindesiegeln. Wappenfiguren auf Vorschlag der Archivdirektion Stuttgart vom Jahre 1927 festgelegt. Flagge am 10. Juni 1959 vom Innenministerium verliehen: „In Gold (Gelb) zwei schräg gekreuzte schwarze Schlüssel (Barte nach oben, abgewendet), darüber der schwarze Großbuchstabe R.“ Flagge: Schwarz-Gelb. |
| Rutesheim      |        | Rutenbündel seit 1682 als Flecken-/Marksteinzeichen belegt, erscheint als Wappenfigur in Siegel von 1930. Wappen und Flagge am 16. Dezember 1966 vom Innenministerium verliehen: „In Gold (Gelb) ein grünes Rutenbündel.“ Flagge: Grün-Gelb. |
| Sindelfingen   |        | Stadtsiegel von 1383 bis ins 19. Jahrhundert zeigten württembergische Hirschstangen allein. Silberner Schild erstmals 1535 beschrieben. Kreuz als Marksteinzeichen 1562 belegt, seit spätestens 1827 im Siegel, wo es Hirschstangen ersetzte oder in besonderem Schild daneben erschien. Verbindung beider Symbole auf einem städtischen Eichmaß von 1747 und umgekehrt auf Stadtfahne von 1812. Heutiges Wappen 1927 angenommen: „In Silber (Weiß) drei liegende schwarze Hirschstangen übereinander, darunter ein schwarzes Kreuz.“ Flagge: Schwarz-Weiß. |
| Waldenbuch     |        | Älteste, seit 1573 belegte Siegel zeigen geteiltes Wappen mit Hirschstange im oberen, Buchenzweig im unteren Feld. Früheste bekannte Wappenzeichnung von 1584 bis 1588 zeigt heutiges Wappen mit Buche auf Boden stehend. Buche in Siegeln seit dem 18. Jahrhundert bewurzelt dargestellt: „In Silber (Weiß) eine bewurzelte grüne Buche, deren Stamm mit einer liegenden schwarzen Hirschstange beheftet ist.“ Flagge: Grün-Weiß. |
| Weil der Stadt |        | Stadtsiegel von 1272 bis ins 18. Jahrhundert zeigten Reichsadler allein. Im 16. Jahrhundert erscheinen neben dem Reichswappen ein roter Schild mit blauem Pfahl und den Buchstaben SPQR, sowie ein anderer roter Schild mit zwei gekreuzten goldenen Schlüsseln. Seit dem 19. Jahrhundert sind die Wappen in heutiger Form vereint. Wappen und Flagge am 22. September 1976 vom Landratsamt verliehen: „In geteiltem Schild oben in Gold (Gelb) der rot bewehrte und rot bezungte schwarze Reichsadler, unten in Rot gespalten, vorne ein blauer Schräglinksbalken, belegt mit den goldenen (gelben) Großbuchstaben SPQR, hinten zwei schräg gekreuzte goldene (gelbe) Schlüssel, deren Barte nach oben und außen gerichtet sind.“ Flagge: Schwarz-Gelb-Rot. |

## Flaggen der Gemeinden im Landkreis Böblingen
| Gemeinde          | Flagge | Kommentare |
| Aidlingen         |        | Fleckenzeichen in der Gestalt eines Reichsapfels seit 1609 belegt, sowie in Gemeindesiegel des 19. Jahrhunderts und Schultheißenamtssiegel von 1923 nachgewiesen. Wappen am 20. Dezember 1929 angenommen, welches einen von Silber und Blau geteilten Schild mit blauem Reichsapfel oben, silberner Sense schräggekreuzt mit silbernem Rechen unten zeigte. Wappen und Flagge am 12. Januar 1973 vom Innenministerium verliehen: „In Silber (Weiß) ein blauer Reichsapfel (Fleckenzeichen) mit goldenem (gelbem) Beschlag und blauem Kreuz mit Tatzenenden.“ Flagge: Blau-Weiß. |
| Altdorf           |        | Wappen im Jahre 1919 angenommen: „Über schwarzem Schildfuß, darin ein wurmartig gekrümmtes silbernes (weißes) Wellenband, in Gold (Gelb) ein rot bezungter schwarzer Wolfsrumpf.“ Flagge: Schwarz-Gelb. |
| Bondorf           |        | Drei grüne Dinkelähren in silbernem Feld zuerst auf 1818 gezeichnetem Plan. Wappen im Jahre 1930 angenommen, Flagge am 19. Dezember 1980 vom Landratsamt verliehen: „In Silber (Weiß) auf den Kuppen eines roten Dreibergs drei grüne Ähren (Dinkel).“ Flagge: Grün-Weiß. |
| Deckenpfronn      |        | Abtsstab seit 1681 auf Marksteinen nachgewiesen. Heutiges Wappen mit Eichen- statt Tannenzweig, sowie Abtsstab mit Initiale D zwischen vier Ähren seit Ende 1930 in Benutzung. Jetziges Wappen am 23. September 1948, Flagge am 21. Juli 1980 verliehen: „Unter goldenem (gelbem) Schildhaupt, darin ein linkshin liegender grüner Tannenzweig, in Grün ein aus dem Unterrand emporkommender, nach links gekehrter goldener (gelber) Abtsstab zwischen zwei abgeschnittenen goldenen (gelben) Ähren.“ Flagge: Grün-Gelb.                                                        |
| Ehningen          |        | Entenfußähnliches Ortszeichen seit dem 19. Jahrhundert als Ortszeichen auf Marksteinen. Vom Entenfuß umkrallter Apfel oder Kugel erscheint am Balkon des 1844 erbauten alten Rathauses und seit 1919 im Wappenschild in Siegeln. Silberner Entenfuß mit rotem Apfel auf blauem Schild im Jahre 1923 festgelegt, Entenfuß seit 1926 gold: „In Blau ein goldener (gelber) Entenfuß, der einen roten Apfel umkrallt.“ Flagge: Gelb-Blau. |
| Grafenau          |        | Wappen und Flagge am 25. April 1974 vom Innenministerium verliehen: „In Rot unter zwei schräg gekreuzten goldenen (gelben) Heuliechern ein silbernes (weißes) Johanniterkreuz.“ Flagge: Weiß-Rot. |
| Gärtringen        |        | Kelch als Flecken-/Marksteinzeichen seit 1681 nachgewiesen. Adlerfang als Wappenfigur im Siegel seit 1920 nachgewiesen. Heutiges Wappen im Jahre 1956 eingeführt und am 24. Juli 1957 zusammen mit der Flaggenverleihung vom Innenministerium bestätigt: „In gespaltenem Schild vorne in Rot ein nach links gekehrter goldener (gelber) Adlerfang, hinten in Gold (Gelb) ein roter Kelch.“ Flagge: Gelb-Rot. |
| Gäufelden         |        | Wappen und Flagge am 24. August 1973 vom Innenministerium verliehen: „In gespaltenem Schild vorne in Silber (Weiß) ein schwarzer Abtsstab, hinten in Rot ein silberner (weißer) Kelch.“ Flagge: Weiß-Rot. |
| Hildrizhausen     |        | Wappen am 31. Juli 1959 vom Innenministerium bestätigt, sowie Flagge verliehen: „In Silber (Weiß) auf grünem Boden, der mit einem silbernen (weißen) Pflugmesser (Sech) belegt ist, ein rotes Haus.“ Flagge: Rot-Weiß. |
| Jettingen         |        | Wappen und Flagge am 12. Oktober 1973 vom Innenministerium verliehen: „In von Silber (Weiß) und Rot geteiltem Schild oben drei aus der Teilung wachsende schwarze Tannen, unten in Rot ein silbernes (weißes) Johanniterkreuz.“ Flagge: Weiß-Rot, Rot-Weiß. |
| Magstadt          |        | |
| Mötzingen         |        | Auf Vorschlag der Archivdirektion Stuttgart von 1920 wurde der Kelch zwischen zwei Lorbeerzweigen aus dem Siegel in einen blauen Schild gesetzt und als Wappen angenommen.1946 entfielen die Lorbeerzweige. Flagge am 23. Mai 1980 vom Landratsamt verliehen: „In Blau ein silberner (weißer) Kelch.“ Flagge: Weiß-Blau. |
| Nufringen         |        | Hafte seit 1920 in Gemeindestempeln nachgewiesen. Heutiges Wappen am 27. Januar 1938 vom Reichsstatthalter in Württemberg verliehen: „In Rot eine goldene (gelbe) Hafte (Kesselrinken).“ Flagge: Gelb-Rot. |
| Schönaich         |        | Eiche erscheint im Schultheißenamtssiegel von 1903. Wappen mit naturfarbener Eiche auf rotem Schild seit 1919 in Gebrauch. Heutiges Wappen seit 1951 geführt. Flagge am 8. Juli 1952 von der vorläufigen Landesregierung verliehen: „In Gold (Gelb) auf grünem Boden eine grüne Eiche mit natürlichem Stamm und natürlichen Eicheln.“ Flagge: Grün-Gelb. |
| Steinenbronn      |        | Wappen in Siegeln seit 1903 belegt. Doppelhaken seit 1705 als Fleckenzeichen nachweisbar: „In Gold (Gelb) unter drei liegenden schwarzen Hirschstangen zwei schräg gekreuzte schwarze Doppelhaken.“ Flagge: Schwarz-Gelb. |
| Weil im Schönbuch |        | Wappen am 20. Januar 1931 angenommen, Flagge am 4. November 1974 vom Innenministerium verliehen: „In Silber (Weiß) auf grünem Hügel zwei grüne Buchen, alles überdeckt durch einen springenden roten Hirsch mit goldenem (gelbem) Geweih.“ Flagge: Grün-Weiß. |
| Weissach          |        | Silbernes Kreuz mit Tatzenenden seit 1682 als Flecken-/Marksteinzeichen, seit 1820 als Wappen im Schultheißenamtssiegel Weissachs nachgewiesen. Altes Wappen Weissachs im Jahre 1961 verliehen. Heutiges Wappen mit Flagge am 22. Juni 2006 vom Landratsamt verliehen: „In einem durch einen silbernen (weißen) Schräglinksfaden geteiltem Schild vorne in Rot ein silbernes (weißes) Kreuz mit Tatzenenden, hinten in Blau ein goldener (gelber) Entenfuß.“ Flagge: Weiß-Rot.                                                                                                  |